# فيكتور كارلوند
فيكتور كارلوند (بالسويدية: Viktor Carlund)‏ (5 فبراير 1906) لاعب كرة قدم سويدي راحل كان يجيد اللعب في خط الوسط.
لعب طوال مسيرته الرياضية في نادي أورغريتي.
شارك مع منتخب السويد في بطولة كأس العالم 1934 في إيطاليا حيث خرج من الدور الربع النهائي.

## وصلات خارجية
- فيكتور كارلوند على موقع الاتحاد الدولي (مؤرشف)  (الإنجليزية)
- فيكتور كارلوند على موقع اتحاد السويد (السويدية)
- فيكتور كارلوند على موقع قاعدة بيانات كرة القدم.إي يو (الإنجليزية)
- فيكتور كارلوند على موقع ناشيونال فوتبول تيمز (الإنجليزية)
- فيكتور كارلوند على موقع عالم كرة القدم.نت (الإنجليزية)
- فيكتور كارلوند على موقع أوليمبيديا (الإنجليزية)
- فيكتور كارلوند على موقع اللجنة الأولمبية السويدية (السويدية)

- هذا سيرة ذاتية